# Novo Čiče
Novo Čiče falu Horvátországban Zágráb megyében. Közigazgatásilag Velika Goricához tartozik.

## Fekvése
Zágráb központjától 16 km-re, községközpontjától 4 km-re délkeletre, a Čiče-tó keleti oldalán fekszik. A Túrmezőnek ez a vidékén egykor a mocsaras területből kisebb magaslatok emelkedtek ki számos patakkal, csatornával és forrással váltakozva. Az itt található nagy mennyiségű kavics kibányászása során mesterséges tavak keletkeztek , melyek közül a legnagyobb a Čiče-tó a maga 0,9 négyzetkilométeres területével és mintegy 50 méteres mélységével. A tó kialakulása a felszín alatti vizek egy helyre áramlásával a mocsarak kiszáradásához vezetett. A talajvíz szintjének csökkenéséhez az 1964-es zágrábi árvíz után kiépített Száva-Odra csatorna is hozzájárult. Mára az egykori mocsarakból a tavakon kívül csak kisebb erdővel benőtt vizes területek maradtak, mely a madarak kedvelt élőhelyei.

## Története
Čiče első említése IV. Bélának 1238-ban kiadott, a johannita lovagrendet birtokaiban megerősítő okleveléből származik „terra Zichuan” alakban. Zichuan, vagy magyarosan Csicsán a lovagrendnek kiterjedt birtoka volt a Túrmező területén, mely magában foglalta a mai Pesčenica, Lekenik, Kravarsko és Kupčina településeket. A birtok központjában valószínűleg egy fából épített vár állt, melynek pontos helye nem ismert, de történészek a mai Staro és Novo Čiče közé a Gradišće nevű helyre, a Siget-patak kanyarulatába helyezik. Ezen a helyen még ma is cserépdarabok kerülnek elő a földből. 1230 és 1240 között e várban tartózkodott a rend horvátországi nagymestere. A vár 1290 körül leégett. A 13. században a johannita preceptorátus központja mellett kifejlődött egy iparos település is, melynek egy Szent Lélek tiszteletére szentelt temploma volt. A johanniták csicsáni preceptorátusukat 1328-ig tartották meg. Ekkor más birtokokra cserélték és a želini váruradalom részeként királyi birtok lett. Želin (Selin) várát a 14. században említik és a település szomszédságában állt, olyannyira hogy olykor Chichannak (castrum regale Zelin, alio nomine Chichan) is nevezték. 1334-ben Ivan zágrábi főesperes már említi „Chichan” Szent Györgynek szentelt plébániatemplomát, mely a mai Staro Čiče területén állt. Ez a templom valószínűleg a török harcok idején semmisült meg. A hagyomány szerint ma a helyén áll a staro čičei Szent György kápolna. A település még a 15. században is megtartotta korábbi jelentőségét, mezővárosként gyakran volt helyszíne a környékbeli nemesség gyűléseinek. A 14. században a mezőváros mellett új település jött létre, mely a Novi Čičan nevet kapta. Ezután a régi mezővárost Stari Čičannak nevezték. Hamarosan templom is épült itt, mely plébánia székhelye lett. A 15. században Želin várát az Erdődyek szerezték meg, akik itt is felépítettek egy kastélyt maguknak. A török veszély közeledtére azonban székhelyüket a várba helyezték át, így a település jelentősége csökkent. A 16. század végén egy török támadás során a vár és uradalma is elpusztult.
Ezután Novo Čiče hosszú ideig csak egy mocsarakkal körülvett kis falu volt. A 19. század elején azonban felépült a Keresztelő Szent János tiszteletére szentelt plébániatemplom, mely után a település gyors fejlődésnek indult és a 20. századra ipari központtá vált. 1872-ben a Novo Čiče-i birtokot a Turn-Taxis hercegi család vásárolta meg, majd a 19. század végén és a 20. század elején több üzemet létesített a településen. A fellendülés korszakából származik az 1905-ben felépített Szenvedő Jézus kápolna is, melyet a környező villák tulajdonosai építtettek. 1907 és 1937 között Novo Čičét lóvontatású vasút kötötte össze a kuriloveci vasútállomással. 1857-ben 72, 1910-ben 128 lakosa volt. Trianon előtt Zágráb vármegye Nagygoricai járásához tartozott.

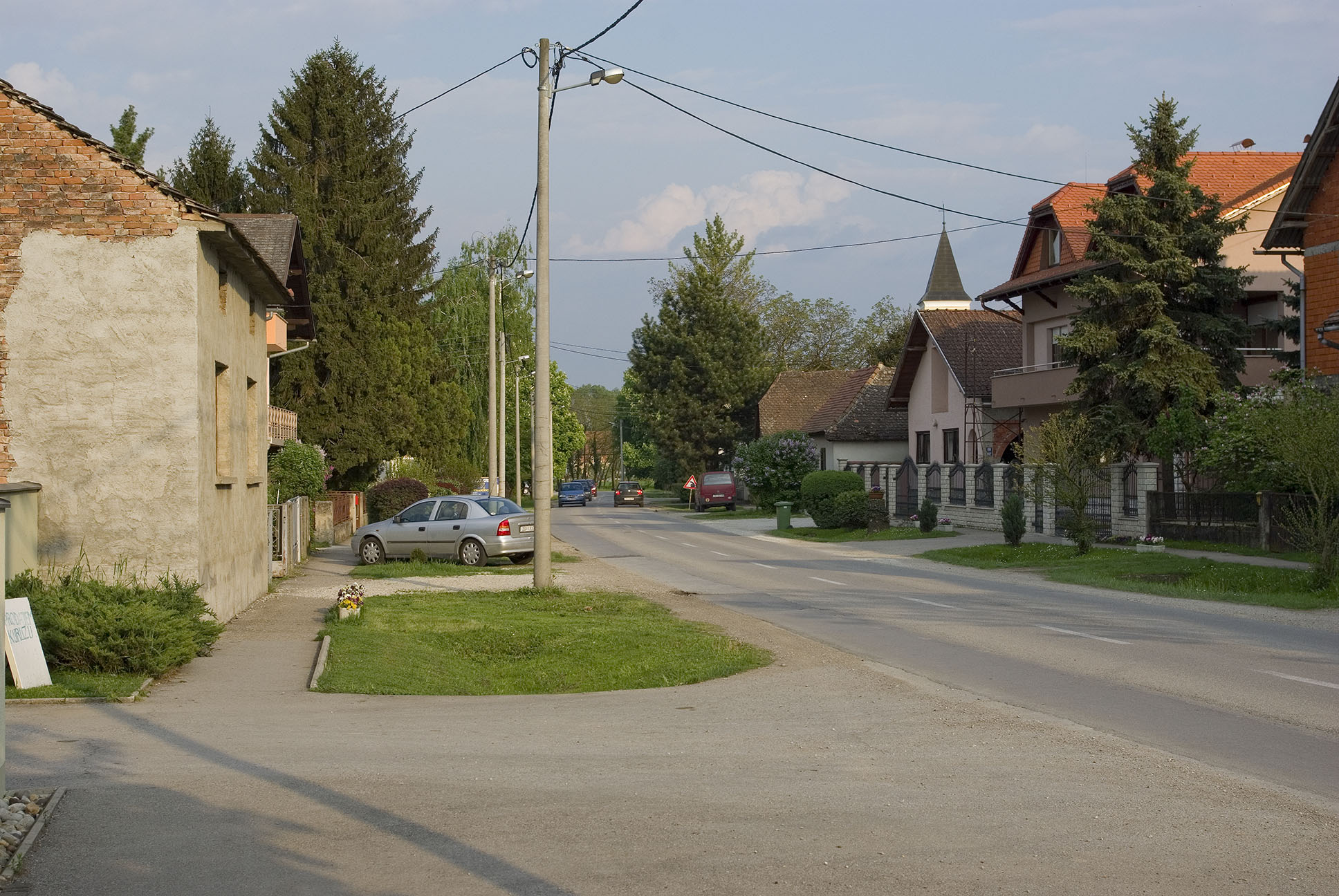
Novo Čiče főutcája

Az első világháború és a jugoszláv királyság megalakulása után a falu fejlődése megtorpant. Az egykor fejlett ipar visszaesett, a villákat tulajdonosaik elhagyták, így azok romba dőltek. A második világháború idején a település a partizánmozgalom egyik központja lett, akiknek a közeli erdők és zsombékos területek kiváló búvóhelyet és támaszpontot biztosítottak a németek elleni támadásokhoz. Ma Novo Čiče egyetlen tere a felszabadító harc hőséről Antun Cvetkovićról van elnevezve. A háború után a település fejlődése továbbra is stagnált. A kavics kitermelése következtében ebben az időben kezdett kialakulni Novo Čiče és Velika Gorica között a Čiče-tó, mely mára a megye legnagyobb tava lett. Az 1960-as években leaszfaltozták a település útjait és fejlődése újra megindult. A lakosság száma az 1970-es évekbeli 600 körüli számról az 1990-es évekre 800-ra, 2001-re 1141-re, mára 1300 körülire emelkedett. A település forgalmának és infrastruktúrájának fejlődésére hatással volt a zágrábi repülőtér, a vasút, az autópálya és a főváros viszonylagos közelsége is. A Száva 2010-es árvizekor Novo Čiče volt az árvíz elleni védekezés logisztikai központja.

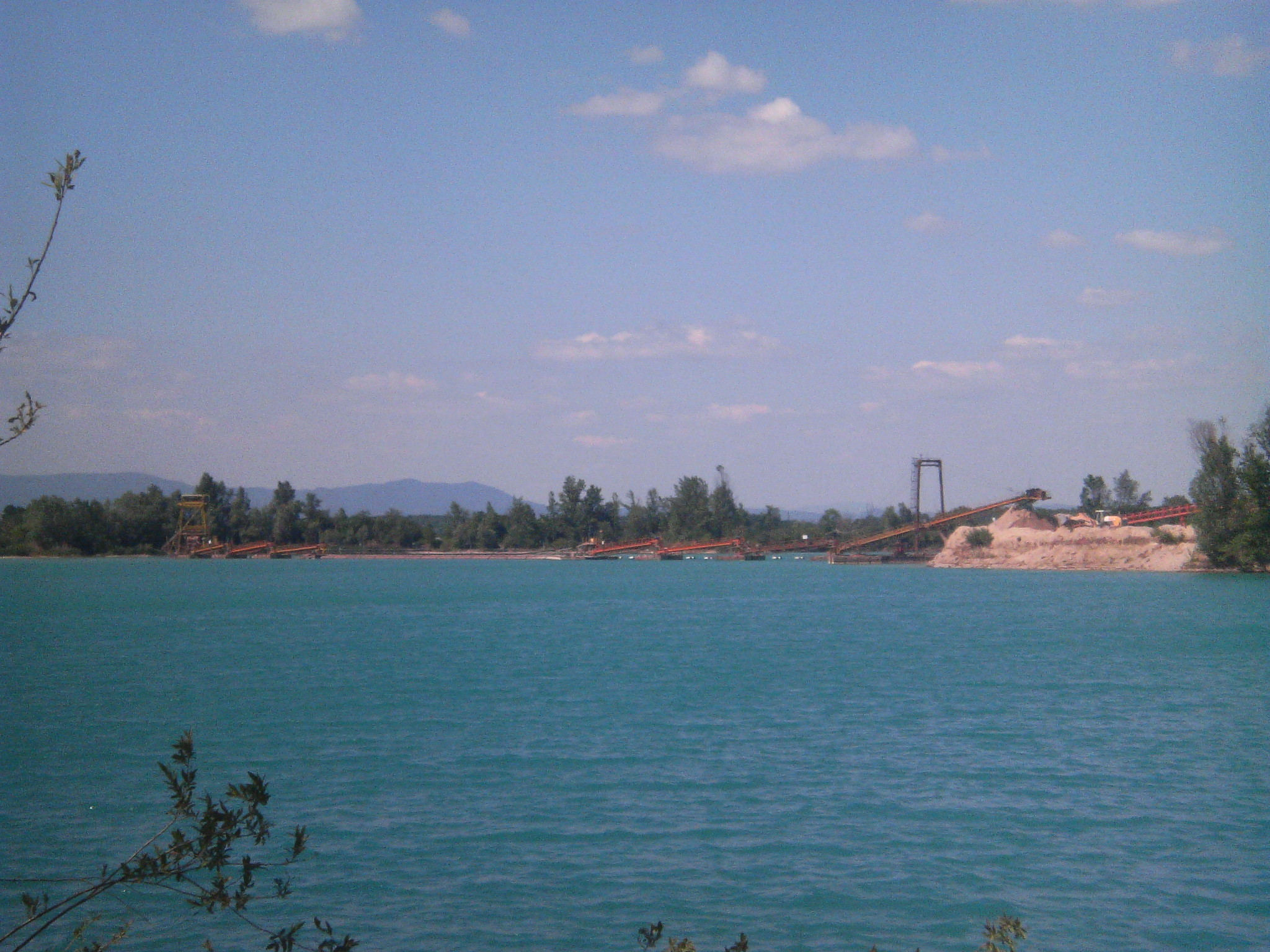
A Čiče-tó

## Lakosság
| Lakosság változása | Lakosság változása | Lakosság változása | Lakosság változása | Lakosság változása | Lakosság változása | Lakosság változása | Lakosság változása | Lakosság változása | Lakosság változása | Lakosság változása | Lakosság változása | Lakosság változása | Lakosság változása | Lakosság változása |
| ------------------ | ------------------ | ------------------ | ------------------ | ------------------ | ------------------ | ------------------ | ------------------ | ------------------ | ------------------ | ------------------ | ------------------ | ------------------ | ------------------ | ------------------ |
| 1857               | 1869               | 1880               | 1890               | 1900               | 1910               | 1921               | 1931               | 1948               | 1953               | 1961               | 1971               | 1981               | 1991               | 2001               |
| 325                | 370                | 408                | 478                | 613                | 781                | 614                | 594                | 499                | 529                | 566                | 561                | 645                | 852                | 1141               |

## Nevezetességei
- Keresztelő Szent János tiszteletére szentelt plébániatemploma[3] 1829-ben épült. Története során két nagyobb felújításon esett át 1886-ban és 1938-ban. A templom egyhajós épület, harangtornya a homlokzat felett magasodik. A templomnak három oltára van. A főoltár képe Keresztelő Szent Jánost ábrázolja amint Jézust megkereszteli, oldalt Szent Péter és Szent Pál apostolok szobrai díszítik. Jobb oldali mellékoltára Páduai Szent Antalnak, a bal oldali Szűz Máriának van szentelve. Orgonáját 1897-ben építették.

- A település központjában álló Szenvedő Jézus tiszteletére szentelt templom[4] 1905-ben épült. Egyhajós hosszúkás épület, amely háromoldalú szentélyben végződik. A főhomlokzat központi része rizalitosan kiemelkedik, míg a harangtorony a homlokzat északi részén emelkedik. A neoromán stílusú elemek leginkább a külsőben mutatkoznak meg: a tető párkánya alatti árkádok, a homlokzat félköríves fülkékkel és ablaknyílásokkal való felosztása, stb. A berendezés (oltárok, szószék stb.) a barokk korból, a templom építésének idejéből származik.

- Védett épület a régi iskola épülete[5] és a tanár háza, melyek Novo Čiče központjában, a plébániatemplom közelében, az út mentén találhatók. Az épületek 1897-ben épültek egyszerűsített historikus stílusban. A régi általános iskola a neves nagygoricai építész, Nikola Hribar tervei alapján épült. Két osztályteremből álló, földszintes, téglalap alaprajzú, nyeregtetővel borított épület. Az iskolától délkeletre található tanári ház két lakással rendelkezik, téglalap alaprajzzal.